# Bodyheat (álbum)
Bodyheat é o 47º álbum de estúdio do músico americano James Brown. O álbum foi lançado em dezembro de 1976 pela Polydor Records. Inclui os singles "Bodyheat" e "Kiss in '77". Foi produzido e arranjado por James Brown. A capa e a art work foram feitas por Virginia Team.
A contra-capa apresenta um texto escrito por James Brown com o título Brand New Sound.
| "Sometimes the serpent of the devil is so strong, it takes the bodyheat of God to keep him away. So do good, think good and you'll be good to your fellow man- and to all humanity. Listen to this album. Not only will the spiritual feeling get to you, but the 'groove' will, too. Undying Dedication To You, JAMES BROWN (With the feeling of a new beginning... A New Sound!)" | "Ás vezes a serpente do diabo é tão forte que é necessário o calor corporal de Deus para afastá-la. Então faça o bem, pense bem e você será bom ao próximo- e a toda a humanidade. Escute esse álbum. Não só O sentimento espiritual irá lhe afetar, mas a 'groove' irá, também. Dedicação imortal a você, JAMES BROWN (Com a sensação de um novo começo... Um Som Novo!)" |

## Faixas
| Lado um |               |                                         |         |  |
| N.º     | Título        | Compositor(es)                          | Duração |  |
| 1.      | "Bodyheat"    | Deanna Brown, Deidra Brown, Yamma Brown | 9:03    |  |
| 2.      | "Woman"       | James Brown                             | 5:55    |  |
| 3.      | "Kiss in '77" | "Sweet" Charles Sherrell                | 4:50    |  |

| Lado dois |                                      |                                         |         |  |
| N.º       | Título                               | Compositor(es)                          | Duração |  |
| 1.        | "I'm Satisfied"                      | Deanna Brown, Deidra Brown, Yamma Brown | 4:55    |  |
| 2.        | "What The World Needs Now Is Love"   | Burt Bacharach, Hal David               | 4:13    |  |
| 3.        | "Wake Up and Give Yourself a Chance" | Deanna Brown, Deidra Brown, Yamma Brown | 3:44    |  |
| 4.        | "Don't Tell It"                      | Deanna Brown, Deidra Brown, Yamma Brown | 3:57    |  |